# Фишер, Ганс (офицер СС)
Ганс Вилли Фишер (нем. Hans Willy Fischer; 21 августа 1906, Роттенбах, Тюрингия, Германская империя — после 1944) — немецкий юрист, оберфюрер СС, начальник гестапо в Мюнстере, Кёнигсберге и Бреслау, командир 3-й айнзацгруппы в оккупированной Польше, инспектор полиции безопасности и СД в Штутгарте и Берлине.

## Биография
Ганс Фишер родился 21 августа 1906 года в городе Роттенбах в Тюрингии. После окончания школы изучал юриспруденцию в университетах Йены, Кёнигсберга и Галле. В 1930 году сдал первый государственный экзамен, а в 1933 году — второй, после которого получил докторскую степень по праву.
1 мая 1932 года вступил в НСДАП (билет № 1187881) и СС (№ 29627). В 1933 году поступил на службу в ведомство гестапо в Эрфурте. С 1 октября 1934 по 13 апреля 1935 года возглавлял отделение гестапо в Эрфурте. 18 июня 1934 года был повышен до унтерштурмфюрера СС. В 1935 году вышел из евангелической церкви. 13 апреля 1935 года был назначен начальником отделения Гестапо в Рекклингхаузене, а в 1936 году — в Мюнстере. 30 января 1936 года ему было присвоено звание оберштурмфюрера СС. Впоследствии руководил отделениями гестапо в Бреслау и Кёнигсберге. 30 января 1937 года получил звание гауптштурмфюрера СС. 28 июля 1938 года был повышен до старшего правительственного советника и в том же году стал оберштурмбаннфюрером СС.
Во время Польской кампании командовал 3-й айнзацгруппой вплоть до её расформирования 20 ноября 1939 года. Айнзацгруппа состояла из двух айнзацкоманд:
- Айнзацкоманда 1/III под руководством доктора Вильгельма Шарпвинкеля
- Айнзацкоманда 2/III под руководством доктора Фрица Липхардта

Подразделение следовало за 8-й армией генерала Йоханнеса Бласковица и 10 сентября 1939 года достигла города Лодзь. В задачи айнзацгрупп входили борьба со всеми «враждебными для Германии элементами», контрразведка, арест политически ненадёжных лиц и конфискация оружия. Однако, в сущности, эти оперативные подразделения осуществляли убийства польской интеллигенции и проведение еврейских погромов.
С конца 1939 по 24 февраля 1940 года Фишер был инспектором полиции безопасности и СД в Вене. 9 ноября 1941 года дослужился до оберфюрера СС и был назначен инспектор полиции безопасности и СД в Штутгарте. В то же время он являлся руководителем полиции безопасности и СД в Эльзасе. С 12 апреля 1944 по 9 ноября 1944 года был инспектором полиции безопасности и СД в Берлине и инспектором школ полиции безопасности.
Послевоенная судьба Фишера неизвестна.